# Франц Бернхард фон Турн-Валзасина
Франц Бернхард фон Турн-Валзасина (на немски: Franz Bernhard/ František Bernard/ von Thurn-Valsassina; * 1592 или 26 юли 1595; † 24 октомври 1628 в Страсбург близо до Елбинг) е граф на Турн-Валзасина и първият граф на Перну в Естония.

## Произход
Той е син на генерал граф Хайнрих Матиас фон Турн-Валзасина (1567 – 1640), 1. бургграф на Карлщажна, господар на Велиш, и съпругата му Магдалена Гал фон Лоздорф († 1600). Баща му се жени втори път 1603 г. за Сузана Елизабет фрайин фон Тойфенбах. Внук е на граф Франц фон Турн-Валзасина-Кройц (1509 – 1586) и Барбара Шлик цу Басано и Вайскирхен (+ 1581)

## Фамилия
Франц Бернхард фон Турн-Валзасина се жени за Магдалена фон Хардек († 27 февруари 1619 или 1633). Те имат децата:
- Кристиан (* 1624; † 14 юли 1640)
- Хайнрих Матиас († 19 август 1656, убит в битка против руснаците), губернатор на Талин, женен I. за Анна Маркета Хаугвикова з Бискупиц, II. 1648 г. за маркграфиня Йохана фон Баден (* 5 декември 1623; † 2 януари 1661)